# El Calvario, La Independencia
El Calvario är en ort i Mexiko.   Den ligger i kommunen La Independencia och delstaten Chiapas, i den sydöstra delen av landet, 800 km öster om huvudstaden Mexico City. El Calvario ligger 1 518 meter över havet och antalet invånare är 282.
Terrängen runt El Calvario är en högslätt. Runt El Calvario är det ganska glesbefolkat, med 43 invånare per kvadratkilometer. Närmaste större samhälle är Las Margaritas, 9,8 km norr om El Calvario. I omgivningarna runt El Calvario växer huvudsakligen savannskog.